# امام‌زاده بویر
امام‌زاده بویر، روستایی از توابع در ارتفاعات بخش اندیکا شهرستان مسجدسلیمان در استان خوزستان است که در90کیلومتری شهرستان مسجدسلیمان قرار دارد .این امامزاده،جزطایفه های بختیاری به نام ((پیر بویر))هم به شمار میرود و بختیاری هاارزش بسیاری برای این امامزاده قائل هستند.ديدوبازديد ازاین منطقه طبق شهردار مسجدسلیمان،لالی،بخش اندیکا((علی عسگرظاهری عبده وند))بسیارکم است	

## جمعیت
این روستا در دهستان شلال و دشتگل قرار دارد و براساس سرشماری مرکز آمار ایران در سال ۱۳۸۵، جمعیت آن ۱۰۲ نفر (۲۲خانوار) بوده‌است.